# Hermann Gross (Wirtschaftswissenschaftler)
Hermann Gross (* 23. Januar 1903 in Kronstadt, Österreich-Ungarn; † 19. August 2002 in Gauting) war ein deutscher Wirtschaftswissenschaftler.

## Leben
Gross war das älteste von drei Kindern des Gymnasialdirektors Julius Gross (1855–1931) und dessen Ehefrau Marie, geb. Tonisch.
Nach dem Abitur am Honterus-Gymnasium studierte Gross in Kiel und Leipzig Handelswissenschaften, Volkswirtschaft und Staats- und Rechtswissenschaften. 1924 erlangte er an der Handelshochschule Leipzig den Grad eines Diplomkaufmanns, 1925 an der Universität Leipzig den eines Diplomvolkswirts. 1929 wurde er zum Dr. rer. pol. promoviert. Zunächst Assistent am nachmaligen ZBW – Leibniz-Informationszentrum Wirtschaft, half er ab 1929 seinem Lehrer Kurt Wiedenfeld beim Aufbau des Instituts für Mittel- und Südosteuropäische Wirtschaftsforschung in Leipzig. Als stellvertretender Direktor habilitierte er sich 1936 über die Wirtschaftsentwicklung in Südosteuropa. Ebenfalls 1937 richtete er an der Philosophischen Fakultät der Leipziger Universität das Südosteuropa-Institut als fakultätsübergreifende Forschungsorganisation ein. Er selbst übernahm die Leitung der Wirtschaftsabteilung. Zu Beginn des Überfalls auf Polen ging er von Leipzig nach Wien, wo er über den ganzen Zweiten Weltkrieg die volkswirtschaftliche Zweigstelle der IG Farben leitete. An der Wiener Hochschule für Welthandel und an der Universität Wien bekleidete er ab 1943 eine Professur für Volkswirtschaftslehre, die mit einem Lehrauftrag für die Wirtschaft Mittel- und Südosteuropas einherging. In der Nachkriegszeit in Deutschland war er zunächst Abteilungsleiter, ab 1948 wissenschaftlicher Dezernent am Institut für Weltwirtschaft der Universität Kiel. 1962 folgte er dem Ruf der Ludwig-Maximilians-Universität München auf den Lehrstuhl für Wirtschaft und Gesellschaft Südosteuropas, den sie an der Staatswirtschaftlichen Fakultät neu eingerichtet hatte. Gross hielt zahlreiche Gastvorlesungen im In- und Ausland und war Gastprofessor an der Hochschule für Politik München und an der University of Georgia (1967). Gross starb fünf Monate vor seinem 100. Geburtstag.

## Ehrungen
- Konstantin-Jireček-Medaille der Südosteuropa-Gesellschaft (München) (1973)[4]
- Siebenbürgisch-Sächsischer Kulturpreis (1974)
- Verdienstorden der Bundesrepublik Deutschland, Bundesverdienstkreuz 1. Klasse (1984)
- Mitgliedschaften
  - Deutsche Akademie (1925)
  - Deutsche Gesellschaft für Osteuropakunde
  - Studiengesellschaft für Fragen mittel- und osteuropäischer Partnerschaft
  - Südosteuropa-Gesellschaft, 1952 Mitbegründer, später Vizepräsident und Ehrenpräsident